# پست آب
پست آب، روستایی از توابع بخش اشکنان شهرستان لامرد در استان فارس ایران است.

## جمعیت
این روستا در دهستان اشکنان قرار دارد و بر اساس سرشماری مرکز آمار ایران در سال ۱۳۸۵، جمعیت آن زیر سه خانوار بوده‌است.